# Spindelmannpark

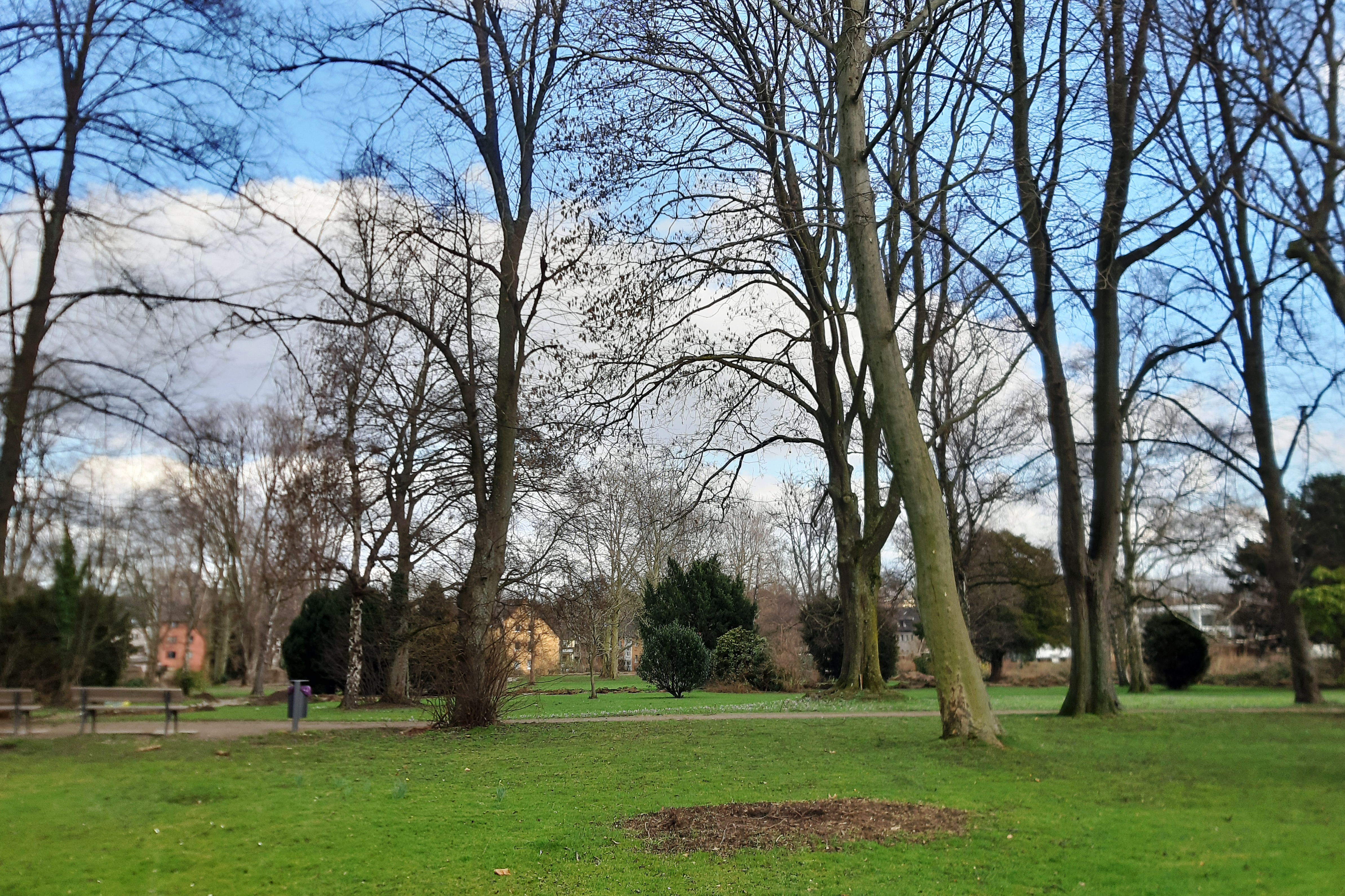
Spindelmannpark

Der Spindelmannpark (zuvor Südfriedhof Altenessen) ist eine Parkanlage im Essener Stadtteil Altenessen-Süd. Er befindet sich nordwestlich der Kreuzung des Berthold-Beitz-Boulevards mit der Gladbecker Straße.

## Geschichte
Die etwa 4,3 Hektar große Parkanlage geht aus dem in den 1970er Jahren entwidmeten Südfriedhof Altenessen hervor. Er wurde in den 1990er Jahren zum Park entsprechend umgestaltet und besitzt heute alten Baumbestand und ausgedehnte Wiesenflächen. Neben dem Grab von Johann Heinrich Spindelmann befindet sich hier ein weiteres Ehrengrab der Stadt Essen. Es ist das des ehemaligen Altenessener Bürgermeisters Theodor Stankeit.

### Johann Heinrich Spindelmann
Johann Heinrich Spindelmann (geboren am 13. Mai 1878, gestorben am 30. März 1927) verlor als Sohn eines Arbeiters in früher Jugend seine Eltern. In einem Altenessener Waisenhaus aufgewachsen erhielt der gelernte Importkaufmann hier ein Ehrengrab der Stadt Essen, da er sein durch Viehhandel verdientes gesamtes Vermögen testamentarisch der Stadt Essen vermachte, damit diese eine Stiftung in seinem Namen für die Unterstützung von Waisenkindern einrichtete. Das Testament verfasste Spindelmann während einer Geschäftsreise an Bord des nach Jan Pieterszoon Coen benannten niederländisches Passagierdampfschiffs Jan Pieterszoon Coen und trägt das Datum vom 13. Januar 1922. Für die Stadt Essen besteht die einzige Verpflichtung, im Gegenzug seine Grabstätte weiter zu unterhalten.

### Umbaumaßnahmen 2021
Im Jahr 2021 wurde die Parkanlage durch den stadteigenen Betrieb Grün und Gruga unter Einbeziehung einer Bürgerbeteiligung umgestaltet, wobei seine Vergangenheit als Friedhof erkennbar bleibt. So befinden sich weiterhin einzelne Grabsteine im Westen des Parks. Es wurden neben Erholungsbereichen auch Angebote für Spiel und Sport geschaffen. Die Gesamtkosten  beliefen sich auf knapp 5000.000 Euro. Das Geld kam aus dem Förderprogramm Sozialer Zusammenhalt – Zusammenleben im Quartier gemeinsam gestalten vom Land Nordrhein-Westfalen und dem Bund sowie aus dem Europäischen Fonds für Regionale Entwicklung. Am 8. Oktober 2021 fand die Neueröffnung des Spindelmannparks statt.